# Njarka
Njarka är en sjö i Jokkmokks kommun i Lappland och ingår i Piteälvens huvudavrinningsområde.